# El hombre de Colorado
El hombre de Colorado (título original: The Man from Colorado) es un western americano de 1948 dirigida por Henry Levin y producido por Jules Schermer para Columbia Pictures. Es protagonizada por Glenn Ford como oficial de la Unión, que se ha vuelto adicto al matar durante la guerra de Secesión,  William Holden como su mejor amigo y Ellen Drew el amor de ambos. Robert Andrews y Ben Maddow basaron el guion en una historia de Borden Chase.

## Argumento
En Colorado, cerca del fin de la guerra civil americana, el Coronel de la Unión Owen Devereaux ordena a su regimiento a disparar sobre un destacamento de soldados confederados a pesar de que vio (sólo él) como izaron la bandera blanca. Su amigo Stewart descubre la bandera blanca después de ello y sospecha.
Inmediatamente después de la batalla, los soldados descubren que la guerra ha acabado. Cuando los soldados celebran, el Sargento Jericho Howard se emborracha y se insubordina a Devereaux, quien lo arresta. En una celebración en la ciudad natal de las tropas,  el alcalde instala a Devereaux como juez federal para la región. Stewart quiere casarse con Caroline Emmett, pero es indecisa entre los dos amigos y más tarde se casa con Devereaux.
Cuando un superviviente confederado de la matanza se enfrenta a Devereaux sobre la bandera blanca, Devereaux lo desarma y lo dispara varias veces con su propia pistola. Stewart se da entonces cuenta que Devereaux debió haber visto la bandera y concluye que la guerra ha enturbado su mente. Él decide servir como mariscal de Devereaux sólo después de que Devereaux le promete no llevar una pistola y participar en sus arrestos.
Muchos de los soldados de las tropas de Devereaux poseyeron minas antes de la guerra, pero un rico hombre de negocios, Ed Carter, ha reclamado las minas para su compañía. Devereaux lo tiene que aprobar a causa de un truco legal.
Entretanto, Jericho escapa y comete robos de oro. El tío de Devereaux, Doc Merriam, espera que el fin de la guerra y el matrimonio a Caroline tranquilizen a Devereaux, pero Devereaux cuelga a un cómplice de Jericho después de una farsa de juicio, por lo que varios otros hombres se unen a Jericho. Devereaux también amenaza con colgar al hermano de Jericho basándose en evidencia circunstancial después de otro robo, aunque Johnny no sea parte de la banda de su hermano. Después de advertir Devereaux de no colgar a Johnny, Stewart encuentra Jericho y le convence para que se entregue, pero cuándo Devereaux cuelga a Johnny igualmente, Stewart dimite y se une a Jericho.
Después de que Stewart ayuda a rescatar algunos hombres de ser colgados, Devereaux le atrapa extendiendo para ello el rumor, que Caroline está en peligro y le pone así en prisión. Cuándo Caroline ve esto, ella rompe el escritorio de Devereaux y lee su diario, Así se da cuenta de que es mentalmente inestable y convence a Doc Merriam para rescatar a Stewart. Después de salvarlo ellos quieren alertar al gobierno estatal de la inestabilidad de Devereaux, pero Devereaux dispara a Stewart, por lo que tienen que huir a una ciudad minera cercana. Devereaux no puede conseguir que los mineros entreguen a Stewart, y prende por ello fuego a media ciudad. Cuándo Carter le acusa de estar loco de celos, él  monta hacia la ciudad y se enfrenta a Stewart, Jericho y Caroline. Devereaux lucha allí con Jericho y ambos mueren en la lucha.
Stewart viaja luego a Washington D. C. para abogar por los minero desposeídos, pero promete a Caroline que regresará.

## Reparto
- Glenn Ford - Owen Devereaux
- William Holden - Del Stewart
- Ellen Drew - Caroline Emmett
- Ray Collins - 'Big Ed' Carter
- Edgar Buchanan - Doc Merriam
- Jerome Courtland - Johnny Howard
- James Millican - Sargento Jericho Howard
- Jim Bannon - Nagel
- William "Bill" Phillips - York
- Denver Pyle (no acreditado) - Easy Jarrett

## Producción
Levin fue reemplazado por Charles Vidor durante el rodaje. La banda sonora instrumental compuesta por George Duning.

## Recepción
La película es una aguda incursión del director Henry Levin en las consecuencias de la guerra entre el Norte y el Sur de Norteamérica. Esta producción cinematográfica fue narrada e interpretada por dos de actores de Hollywood de la época, Glenn Ford y William Holden.